# 藏花烷
藏花烷（英語：Crocetane，化学名2,6,11,15-四甲基十六烷，2,6,11,15-Tetramethylhexadecane），分子式為 C20H42 ，是植烷的结构异构体，也是一种石油中的生物标记，通常和厭氧甲烷氧化有关。它可由2,6,11,15-四甲基十六烷-6,11-二醇在镍催化下加氢制得。